# صلح حسن و معاویه
صلح حسن و معاویه به واقعه صلح میان حسن بن علی و معاویه بن ابوسفیان گفته می‌شود که از جنگ بین کوفیان و شامیان جلوگیری کرد و طی آن خلافت به شروطی از حسن به معاویه منتقل گردید. این واقعه در سال ۴۱ ه‍.ق برابر ۶۶۰ یا ۶۶۱ میلادی رخ داد و به آن عام الجماعه نیز می‌گویند. معاویه که از زمان عمر ابن خطاب فرماندار شام بود پس از کشته شدن پسر عموی خود خلیفه عثمان خونخواه او بود و با علی ابن ابیطالب بیعت نکرد. علی سپاه خود را بطرف شام حرکت داد و معاویه سپاه خود را بطرف کوفه حرکت داد تا در نهایت در صفین به هم رسیدند و در سال ۳۷ه-۶۶۷ق جنگ صفین درگرفت. پس از قتل علی توسط ابن ملجم مرادی در سال ۴۰هجری-۶۶۱ میلادی مردم کوفه با حسن بیعت کردند و او حدود شش ماه خلافت کرد. در این مدت با معاویه مکاتباتی داشتند که منجر به پایین آمدن حسن از خلافت و تأسیس خلافت اموی توسط معاویه در سال ۴۱ هجری -۶۶۱ میلادی شد که به‌مدت نود سال تا ۱۳۱ هجری-۷۵۰ میلادی ادامه پیدا کرد.

## پیشینه
پس از کشته‌شدن علی بن ابیطالب به دست ابن ملجم مرادی، حسن در کوفه به عنوان خلیفه اعلام می‌شود ولی معاویه، فرماندار شام، این انتصاب را تقبیح می‌کند و لشکری را برای جنگ به کوفه می‌فرستد که این لشکر در مسکن مستقر می‌شود. لشکر حسن نیز در مداین مستقر می‌شود.
ویلفرد مادلونگ در دانشنامه ایرانیکا می‌نویسد پس از دو ماه عدم فعالیت، حسن نامه‌ای به معاویه نوشت و او را به بیعت با خود فراخواند و به وی یادآوری نمود که به علت اینکه نوه محمد است، استحقاق بیشتری از معاویه به این عنوان دارد. معاویه که از خلق و خوی صلح جوی حسن آگاه بود، پاسخی مودبانه به وی داد که جایگاه اهل بیت محمد را می‌شناسد اما به علت تجربه بیشتر در حکومت داری، خود را بیشتر مستحق خلافت می‌داند. او از حسن خواست که حکومت داری را به وی بسپارد و پس از مرگش، قول می‌دهد که حکومت را به حسن بسپارد. او به حسن پیشنهاد داد که خزانه عراق و مالیات هر مکانی از عراق را که می‌خواهد مال حسن باشد و با حسن در امورات حکومتی مشاوره کند.
وقتی حسن پاسخی به وی نداد، معاویه نامه‌ای تهدید آمیزتری به وی نوشت شروع به تجهیز قشون کرد. وقتی میل به جنگیدن معاویه (با پیش روی لشکریانش تا موصل و احتمالاً در عین حال مذاکره بر سر صلح با حسن) بر همه آشکار گردید، حسن شروع به تجهیز قشون کرد. در ابتدا یارانش از فراخوانش سرباز زدند که عدی بن حاتم آنان را مجبور به اطاعت نمود تا تجهیز قشون کنند. برای جلوگیری از پیش روی‌های معاویه، حسن ۱۲۰۰۰ مرد جنگی را به سرکردگی عبیدالله بن عباس فرستاد و به وی دستور داد که با قیس بن سعد و سعید بن قیس همدانی مشاوره کند. لارا وسیا وگلیری با استناد به طبری بر این باور است احتمالاً حسن می‌خواسته که قیس بن سعد را در کنار خود باقی نگذارد چرا که قیس از سرسختان درجنگیدن با معاویه بود حال آنکه حسن تمایل به صلح با معاویه داشت. ویلفرد مادلونگ معتقد است که انتخاب عبیدالله بن عباس که در زمان علی، استان تحت حکومتش یمن را بدون جنگ تسلیم دشمن کرد و علی وی را مؤاخذه کرد، بیانگر این است که حسن می‌خواسته به نتیجه‌ای صلح آمیز برسد.
دو یا سه ماه پس از خلافت، پیش روی‌های حسن نیز شروع گردید و به ساباط مدائن رسید. در آنجا وی دستور توقف داد و سخنرانی ای که کرد باعث بروز شورش در لشکریانش گردید. وی بیان داشت که هیچ میلی به بروز کینه و دشمنی بین مسلمانان نداشته و صلحی که یارانش آن را رد کردند بهتر از چند دستگی‌های فعلی است. سربازانش گمان بردند که وی قصد صلح با معاویه دارد و شک قبلیشان از روی سخنان چند پهلویی که قبلاً حسن بیان داشته بود و سرعت کم پیش روی اش تشدید گردید و گروهی که به شدت حامی سیاست‌های علی بودند، طی یک عمل خشونت‌آمیز به خیمه حسن هجوم برده و آن را غارت کرده و قالی اش را زیر پایش بیرون کشیدند. ابن جاعل ازدی، ردای حسن را از دوشش کشید و حسن بدون ردا و در حالی که شمشیرش در غلاف به کمرش بسته شده، رها گردید. بود حسن از طرفدارانش از قبایل همدان و ربیعه کمک خواست و از آنجا جان سالم به در برد. در مظلم ساباط، یکی از خوارج به نام جراح بن سنان اسدی در حالی که فریاد می‌کشید که تو همانند پدرت علی کافر شده‌ای، با خنجری به حسن حمله برد و رانش را زخمی کرد که از آن خون بسیاری رفت و جراح بن سنان توسط یکی از یاران حسن کشته شد. حسن را به مدائن برده و در خانه والی آنجا سعد بن مسعود ثقفی درمان نمودند. بعد از آن اخبار حمله به حسن به‌طور عامدانه از سوی معاویه منتشر شد و لشکریان حسن عقب نشینی کردند. معاویه تا اخنونیه پیش روی نمود و در آنجا با لشکریان عبیدالله بن عباس که در آنجا خیمه زده بودند روبرو شد و در های مذاکره که قبلاً با وجود مخالفتهای حسین باز شده بود به نتیجه نهایی رسید. لشکریان حسن میلی به جنگ نداشتند و روز به روز مردم عراق بیشتر به معاویه می‌گرویدند.
معاویه در اخنونیه توقف کرد و با حسن مذاکره نمود. سپس به عبیدالله بن عباس گفت که حسن تقاضای صلح از وی نموده است. اما عبیدالله این را باور نکرد. سپس با عبیدالله در خلوت مذاکره نمود و به عبیدالله گفت که اگر به وی بپیوندد، یک میلیون درهم پاداش خواهد گرفت. عبیدالله این را پذیرفت ولی موضوع را از سربازان سپاه حسن مخفی نمود. این شکست باعث بروز اختلاف در سران سپاه حسن گردید. ۸۰۰۰ تن صلح را پذیرفتند. به دنبال جدایی ابن عبّاس از سپاه حسن، قیس ابن سعد، فرمان سپاه را بر عهده گرفت و جلوی سپاه شام ایستاد. چهار هزار تن از قیس بن سعد عباده حمایت کردند که می‌گفت یا از امام گمراه (معاویه) تبعیت کنید یا حرف من که امام نیستم را اطاعت کنید. (این سخن معانی گوناگون دارد). به نظر می‌رسد این ۴۰۰۰ تن بر آن بودند که بجنگند اما سرانجام قیس صلح را پذیرفت. معاویه از مسکن به سمت کوفه رفته و حسن نیز به وی پیوست و در مسجد رسماً اعلام کرد که از خلافت کناره‌گیری کرده است.

## علت
دانشنامه اسلام می‌نویسد در منابع عوامل پذیرش صلح توسط حسن، صلح دوستی، بیزاری از سیاست و چنددستگی‌های متعاقبش و تمایل به جلوگیری از خون ریزی‌های گسترده گزارش شده است. اما احتمال دارد که وی به علت نبود نهضت حامیش، صلح را پذیرفته باشد. اگر بپذیریم که علی از روی عادت، هفته به هفته خزانه را خالی می‌کرد و محتویاتش را بین مردم تقسیم می‌کرد، بنابراین دولت حسن با مشکلات مالی روبرو بود. علاوه بر آن، علی در سالهای آخر خلافتش با شکستهای پی در پی مواجه شد و این مهم در زمان خلافت حسن تشدید شد. از این رو حسن نمی‌توانست به سربازانی تکیه کند که میل چندانی به جنگیدن نداشتند. تبعات بعدی صلح، بر علویان بسیار گران آمد. در بحث و جدلهایی که با آنها می‌شد، آنها در مورد این مطلب که حسن از حق خودش به عنوان خلیفه کناره گرفته و بنابراین آنها دلیلی برای مخالفت ندارند، پاسخی نداشتند. حدیثی موجود است که مدعی است حسن، در حق خودش به عنوان خلیفه پافشاری نخواهد کرد. این حدیث می‌گوید محمد گفته است که این پسرم حسن حاکمی است که توسط آن خداوند، روزی دو گروه مخالف مسلمان را در کنار هم می‌آورد.
از دلایل اصلی پیشنهاد صلح توسط حسن، خروج سرداران سپاه کوفه (مانند عبیدالله بن عباس یا بر طبق ادعای اشتباه بعضی از منابع عبدالله بن عباس برادر وی) به علت رشوه‌های معاویه و عدم تمایل دیگر سپاهیان وی باشد.

## روی‌داد صلح
بعد از متارکه جنگ، لشکر معاویه به کوفه آمد و در مراسم تسلیم خلافت به معاویه، معاویه از حسن خواست که برخیزد و از وی عذرخواهی کند. اما حسن نپذیرفت و گفت که وی و حسین تنها نوه‌های محمد هستند و با وجود اینکه حق خلافت متعلق به وی بوده، اما معاویه در این مورد با وی به جنگ پرداخته و حسن تنها به خاطر علاقه به امت اسلامی و جلوگیری از خون ریزی، خلافت را به وی واگذارده است. معاویه نیز در سخنرانی اش تمامی عهده‌های نهاده شده را (که تنها به منظور خاموش کردن مقطعی جنگ و راضی کردن مخالفان بود) انکار کرد. مادلونگ می‌نویسد معاویه به دنبال خون خواهی از عثمان بوده و سه روز به مردم فرصت داد تا با وی بیعت کنند و در غیر این صورت بخشیده نخواهند شد.
به گفته حسین‌محمد جعفری و ولهاوزن وقوع این روی‌داد از لحاظ تاریخی بسیار مغشوش و متناقض است.
به گفته زهری از تاریخ‌نویسان، حسن از ابتدا مایل به واگذاری خلافت بوده و به همین رو قیس ابن سعد که از طرفداران سرسخت حسن و از مخالفان بود از فرماندهی سپاه برکنار و عبیدالله ابن‌عباس را بر سرکار گذاشت. علت سوءِقصد به حسن هم همین دلیل بوده است و هنگامی که حسن به معاویه پیشنهاد واگذاری خلافت به شرط دریافت مبلغ معینی پول را می‌کند. معاویه هم نامه را نگاه‌داشته و نامه‌ای سفید با مهر خودش در انتها را برای وی می‌فرستد ولی حسن مبلغ بیشتری نسبت به توافق قبلی می‌نویسد و در انتها هم معاویه به خاطر تغییر مقدار پول از دادن پول شانه خالی می‌کند.
به نوشته یعقوبی هنگامی که لشکر حسن به مداین می‌رسد سه میانجیانی از سوی معاویه به لشکر حسن می‌روند در لشکر شایعه می‌کنند که حسن صلح کرده است لشکریان هم به حسن حمله کرده و چادرش را غارت می‌کنند و هنگامی که وی به سمت قصر ابیض می‌رود تا در آنجا سکنی گزیند شخصی به نام الجراح بن سنان الاسدی به وی حمله کرده و ران وی را مجروح می‌کند و آن شخص کشته می‌شود. این شورش‌ها موجب رضایت حسن به صلح بوده است.
به نگاشته ابن اعثم در کتاب الفتوح ابتدا حسن شرایطی که در تاریخ طبری آمده است را پیشنهاد می‌کند و عبدالله بن نوفل حارث را به سوی معاویه می‌فرستد معاویه نیز رقعه‌ای سفید امضاء را برای حسن ارسال می‌دارد. اما حسن عهدنامه‌ای را می‌نویسد که در زیر ذکر می‌شود و به همین دلیل معاویه زیربار قبول شرایط صلح حسن نمی‌رود.

### متن عهدنامه
در منابع، شرایط صلح حسن، به‌صورت ضدونقیض بیان شده است. برخی روایات حاکی از آن هستند که معاویه کاغذ سفیدی برای حسن فرستاد که شروط را در آن بنویسد و حسن بعدها افسوس می‌خورد که چرا بیشتر درخواست نکرده بود. قرار شد که سالانه یک میلیون درهم به حسن پرداخت گردد و پنج میلیون درهم از خزانه کوفه و مالیات برخی مناطق ایران مانند اهواز، فسا و دارابگرد به وی تعلق گیرد. حسن پس از خواندن این نامه گفت که معاویه برای به‌دست آوردن خلافت خواسته است به طمع‌ورزی حسن متوسل شود. حسن در پاسخ از سفیر خود خواست برای مردم امان بگیرد. مردم بصره موضوع آخر (مالیات نواحی ایران) را نمی‌پذیرفتند و آن را متعلق به خود می‌دانستند. لارا وسیا وگلییری در دانشنامه اسلام بر این باور است که شرایط دیگری نیز در منابع آمده که ممکن است بعدها به خاطر کاهش سرزنش‌های وارده بر حسن و القا این مطلب که حسن با این صلح از موضع پیشین خود کناره‌گیری نکرده، ساخته شده باشد. از این شرایط می‌توان به انتقال قدرت از معاویه به حسن پس از مرگ معاویه اشاره کرد. اما تعیین پیشاپیش خلیفه آتی در بین مسلمانان آن زمان جانیفتاده بود و معلوم بود که معاویه بعدها درمورد قبول این مطلب از سوی جامعه مسلمانان با مشکل مواجه خواهد شد. نامه‌ای از معاویه حاکی از آن است که قرار شد این شرط در آینده اجرا گردد. اما ضمانت محکمی از معاویه نگرفته شد.
ویلفرد مادلونگ در دانشنامه ایرانیکا می‌نویسد معاویه نامه‌ای سفید امضا برای حسن فرستاد که حسن در آن موارد زیر را افزود:
- معاویه طبق کتاب خدا و سنت پیامبر و خلفای صالح عمل نماید.
- معاویه نمی‌تواند برای خود جانشینی انتخاب کند و این کار را باید به شورا واگذار کند.
- برای همگان در هر جایی امنیت وجود خواهد داشت.
- معاویه آشکارا یا نهان حسن یا هیچ‌کدام از یاران او را مورد ارعاب قرار نخواهد داد.[۶]

دانشنامه اسلام می‌نویسد این که معاویه عهد کرد که خلیفهٔ برحقی باشد نمی‌توانست دلیلی بر آن باشد که وی از سیاست‌های علی تبعیت می‌کند. قرار شد که دو میلیون درهم (احتمالاً حسن، سهم حسین را هم درنظر گرفته بود)؛ از سوی معاویه پرداخت شده و بنی‌هاشم بر قبایل دیگر قریش درگرفتن مزایا و عطاها ارجح شمرده شوند.
میان منابع مختلف در متن عهدنامه تفاوت‌های «اساسی» وجود دارد.
در تاریخ طبری چند صفحه بعدتر دربارهٔ رفتارهای بسر بن ابی ارطاه چهارمین شرط را به شکل زیر اضافه می‌کند:
حسن با معاویه بر اساس این شرط صلح کرد که به همه دوستان و پیروان علی در هر کجا که باشند عفو عمومی و امنیت و آسایش اعطا شود.
حسین‌محمد جعفری، این‌گونه استدلال می‌کند که چون منابع متفق‌القول هستند که علی هر هفته خزانه را تقسیم می‌کرد و از فاصله کشته‌شدن علی تا صلح حسن چند ماه بیشتر فاصله نبوده و بنابر آنارشیسم اداری در این مدت احتمال جمع‌شدن پنج میلیون درهم در خزانه کاملاً نامحتمل است. دینوری نگاشته است:
۱-با هیچ‌کس از مردم عراق با اهانت رفتار نشود و صلح و امنیت آن‌ها تضمین گردد بدون اینکه سابقه جرم و اتهام آن‌ها درنظر گرفته شود.
۲-حسن سزاوار درآمد سالانه ناحیه اهواز
۳-در اعطای عطایا و پاداش‌ها به بنی‌هاشم بر بنی‌امیه تقدم داده شود.
ابن الاثیر علاوه بر شروط دینوری دو شرط دیگر را نیز یاد می‌کند:
۴-از هیچ‌کس از اهالی مدینه، حجاز و عراق سلب مالکیت یا محرومیت از آنچه که در طول خلافت علی به‌دست آورده نشود.
۵-خلافت پس از مرگ معاویه به حسن بازگردانده شود.
ابن اعثم می‌نویسد:
۱-معاویه باید بر اساس کتاب خدا، سنت پیامبر و رویه خلفای راشدین حکمرانی کند.
۲-معاویه هیچ‌کس را به خلافت پس از منصوب یا انتخاب نخواهد و انتخاب خلیفه را به شورای مسلمین واگذار نماید.
۳-مردم را در هر جایی که در سرزمین خداوند باشند به حال صلح و صفا واخواهد گذاشت.
۴-امنیت و صلح زندگی، مال، زنان و فرزندان اصحاب و پیروان علی را تضمین خواهد نمود. این موافقت نامه میثاقی است جدی به نام خداوند که معاویه بن ابی سفیان را ملزم به حفظ و اجرای آن می‌نماید.
۵-هیچ گونه آزار و زیان و عمل خطرناکی چه پنهان و چه آشکار نسبت به حسن بن علی، برادرش حسین بن علی یا هیچ‌یک از افراد خاندان پیامبر (اهل بیت النبی) انجام نشود. این موافقت نامه توسط عبدالله بن نوفل، عمر بن ابی سلمه و دیگران گواهی می‌شود.
بلاذری (از مورخان قرن دوم هجری) می‌نویسد که مذاکرات معاویه قبول کرد که یک میلیون درهم به علاوه خراج دارابگرد به حسن بدهد همچین بعد از مرگ معاویه قدرت به حسن منتقل شود. در آخرین مذاکرات، معاویه نامه‌ای سفید امضا برای حسن فرستاد که حسن در آن موارد زیر را افزود:
- معاویه طبق کتاب خدا و سنت پیامبر و خلفای صالح عمل نماید.
- معاویه نمی‌تواند برای خود جانشینی انتخاب کند
- برای همگان در هر جایی امنیت وجود خواهد داشت
- معاویه آشکارا یا نهان حسن یا هیچ‌کدام از یاران او را مورد ارعاب قرار نخواهد داد.

همچنین در ادامه بلاذری نگاشته است؛ معاویه پس از به قدرت رسیدن شرایط صلح نامه را انکار کرد.
اما، در کتاب صلح امام حسن این چنین آمده است:
۱-حکومت به معاویه واگذار می‌شود بدین شرط که به کتاب خدا و سنت پیغمبر و سیره خلفای شایسته عمل کند.
۲-پس از معاویه حکومت متعلق به حسن است و اگر برای او حادثه‌ای پیش آمد متعلق به حسین و معاویه حق ندارد برای خود جانشینی خود انتخاب کند.
۳-معاویه باید ناسزا به امیرالمؤمنین (علی) و لعن بر او را در نمازها ترک کند. و علی را به جز نیکی یاد ننماید.
۴-بیت‌المال کوفه که موجودی آن پنج میلیون درهم است مستثنی است و تسلیم حکومت شامل آن نمی‌شود و معاویه سالی باید دو میلیون درهم برای حسن بفرستد و بنی هاشم را از بخشش‌ها و هدیه‌ها بر بنی امیه امتیاز دهد و یک میلیون درهم در میان بازماندگان شهدای که در کنار امیرالمؤمنین در جنگ‌های جمل و صفین کشته شده‌اند تقسیم کند و این‌ها همه باید از محل خراج دارابگرد تادیه شود.
۵-مردم در هر گوشه از زمین‌های خدا —شام یا عراق یا یمن یا حجاز— باید در امن و امان باشند و سیاه‌پوست و سرخ‌پوست از امنیت برخوردار باشند و معاویه باید لغزش‌های آنان را نادیده بگیرد و هیچ‌کس بر خطاهای گذشته‌اش مؤاخذه نکند و مردم عراق را به کینه‌های گذشته نگیرد. اصحاب علی در هر نقطه‌ای که هستند در امن و امان باشند و کسی از شیعیان علی مورد آزار واقع نشوند و یاران علی بر جان و مال و ناموس و فرزندانشان بیمناک نباشند و کسی ایشان را تعقیب نکند و صدمه‌ای بر آنان وارد نسازد و حق هر حق‌داری بدو برسد و هر آنچه در دست اصحاب علی است از آنان بازگرفته نشود. به قصد جان حسن و برادرش حسین و هیچ‌یک از اهل بیت رسول‌خدا (محمد) توطئه‌ای در نهان و آشکار چیده نشود و در هیچ‌یک از آفاق عالم اسلام ارعاب و تهدید نسبت به آنان صورت نگیرد.

## معترضان
صلح حسن همان‌طور که پیش‌بینی می‌شد، واکنش‌هایی را در میان حامیانش برانگیخت. حجر بن عدی گفت که ای کاش می‌مرد و صلح‌کردن حسن را نمی‌دید. همچنین وی یا یکی دیگر از پیروان، حسن را باعث ذلت مسلمانان دانست. بعضی دیگر گفتند که حسن باید در تصمیمش تجدیدنظر کند. شیعیان در سال‌های بعد، این مطلب که حسن هیچ‌گونه تعهدی از معاویه نگرفت که پس از مرگش خلافت را به وی بسپارد را نمی‌پذیرفتند. معاویه پس از صلح حسن، اقدامات متعددی در جلوگیری از شورش‌های شیعیان انجام داد. به‌عنوان مثال برخی قبایل شیعی را از کوفه خارج کرده و به‌جای آن‌ها قبایلی از شام و بصره و بین‌النهرین را اسکان داد.
پس از قرارداد صلح، برخی از هواداران سرسخت علی حاضر به بیعت با معاویه و معاهده صلح نبودند که به رهبری حجر بن عدی الکندی در کوفه دست به شورش برداشتند. آن‌ها دستگیر شدند و حجر بن عدی و شش نفر دیگر از رهبران شورش، به اتهام الحاد و شورش گردن زده‌شدند. این اتهام از سوی ۴۵ تن از بزرگان کوفه امضا شده‌بود. اما بعداً معلوم گشت که چندی از این امضاها جعل شده است و حتی قاضی (شریح بن الحارث) به معاویه نوشت: «گواهی می‌دهم که حجر مسلمان متقی است در نماز ثابت‌قدم است، صدقه می‌دهد، روزه را در ماه رمضان به‌پا می‌دارد و همیشه حج و عمره را برگزار می‌کند… و او مقام والایی در اسلام دارد».

## پس از صلح
پس از دست کشیدن از خلافت، حسن راهی مدینه شد. در بین راه در قادسیه، نامه‌ای از معاویه دریافت نمود که از وی خواسته بود تا در جنگ علیه یکی از خوارج بنام ابن الحنصا الطاعی که به تازگی قیام کرده بود به او کمک کند. حسن پاسخ داد که به این علت از جنگ دست کشیده است تا صلح را به میان امت برگرداند و به همین دلیل در جنگ شرکت نخواهد کرد.
حسن تا آخر عمر در مدینه با آرامش زندگی کرد.